# Казахгейт
Казахгейт — коррупционный скандал вокруг Джеймса Гиффена, американского бизнесмена и бывшего Президента Республики Казахстан Нурсултана Назарбаева.

## Описание
В апреле 2003 года американские прокуроры обвинили Гиффена в даче взятки Назарбаеву и Нурлану Балгимбаеву, бывшему премьер-министру Республики Казахстан, в целях обеспечения контрактов на нефть Тенгизского месторождения для западных компаний в 1990-х годах. Джеймс Гиффен был арестован в аэропорту Нью-Йорка при попытке сесть на самолет в Париж, хотя позже стало известно что он не собирался бежать из страны — у него был обратный билет, и это было обычной запланированной деловой поездкой. Прокурором Южного округа Нью-Йорка ему было предъявлено обвинение в нарушении Закона об иностранной коррупции 1977 года и отмывании денег. При нём был казахстанский дипломатический паспорт, хотя двойное гражданство не допускается законами Республики Казахстан. Прокуратура также предъявила обвинение Брайану Уильямсу III, бывшему управляющему нефтяной компании Mobil в уклонении от уплаты налогов, связанных с «откатами» выплаченными при ведении бизнеса в Казахстане.
Скандал с Гриффеном вызвал серьёзное дипломатическое напряжение между США и Казахстаном ввиду того, что Казахстан занимал ключевые позиции в региональной военной кампании США, начатой против международного терроризма. В те годы казахстанская сторона предоставляла американским военно-воздушным силам право пролёта и аварийной посадки на своей территории. В связи с этим представители казахстанской стороны в американском суде заявили, что для сохранения стратегического партнёрства между странами американцам придётся воздержаться от каких-либо обвинений в адрес президента Н. Назарбаева. Также было указано, что судебные разбирательства в отношении Д. Гриффена будут рассматриваться казахстанскими официальными лицами как внутреннее дело Америки, касающееся гражданина США. Тем не менее, в марте 2004 года американская прокуратура объявила имена двух причастных к коррупционному сговору высокопоставленных лиц Казахстана. Ими оказались президент Назарбаев и экс-министр Нурлан Балгимбаев. Назарбаев отрицал свою причастность к этому делу и в мае 2004 года заявил, что не считает возможным давать комментарии по этому поводу.
Линия защиты заключалась в том, что Гиффен подробно информировал ЦРУ о своих действиях, действовал с ведома и санкции властей США, и поэтому, согласно закону, неподсуден. Прокуратура не отрицала доверительных сношений Гиффена с правительственными органами США, но отмечала, что он никогда не был их сотрудником, никогда не вводил их в курс инкриминируемых ему схем и не получал их согласия на сомнительные финансовые операции. Одновременно прекращения дела пытались добиться несколько влиятельных лоббистских фирм в Вашингтоне. 
В мае 2007 года Казахстан и США пришли к некоторому примирению. Правительство Казахстана признало существование нескольких счетов в швейцарских банках и согласилось передать все имеющиеся там средства на детскую благотворительность. В обмен американская сторона обещала прекратить дальнейшее раскручивание этого инцидента. Несмотря на то, что казахстанские власти отрицали свою причастность к получению взяток, научное сообщество полагает, что участие в конфискации этих денег стало неявным признанием своей вины.  
В 2010 году Гиффена приговорили к штрафу в 25 долларов. Ссылаясь на виденные им секретные документы, судья назвал Гиффена «патриотом своей страны», который «был источником информации для американского правительства» и который уже понес достаточное наказание, учитывая проведенную в тюрьме ночь и многомиллионные судебные издержки.
С 2008 по 2014 год, за счет средств по счетов в швейцарских банках, в Казахстане действовал общественный фонд «Бота», выдававший гранты на детское образование.
Наблюдатели в США были шокированы подобным исходом дела. После нескольких месяцев консультаций казахское руководство согласилось открыть несколько воздушных коридоров над своей территорией для перевозки военных грузов для американской группировки в Афганистане.